# Балханский залив
Балха́нский зали́в (Балка́нский зали́в) — внутренний мелководный залив более крупного залива Туркменбашы в восточной части Каспийского моря.

## Описание
Расположен в северо-восточной части залива Туркменбашы. От Северного Челекенского залива его отделяет полуостров Дарджа. Длина залива в начале XX века достигала 100 км, ширина в западной части доходила до 15 км, в восточной залив постепенно сужался. Преобладают глубины — от 0,5 до 1 метра. Максимальная глубина не превышает 2 метров, поэтому для регулярного судоходства он не используется. Мелководность залива, по предположению геологов, объясняется тем, что он расположен на месте устья древнего русла Узбой, по которому некогда текли воды реки Амударьи.
Берега залива находятся ниже уровня моря, заняты песчаными дюнами, местами имеются обширные солончаки. В вершине Балханского залива в некоторые годы образуются низменные острова Дагада (Тау-арал — «остров-гора») и Баклаада (также Баклы-арал). Первый из них обычно соединён пересыпью с берегом, второй соединяется с ним в маловодные годы. Береговая линия залива изрезана, подвержена сезонным, годовым и вековым колебаниям, привязанным к колебаниям уровня Каспийского моря. В полноводные годы воды залива продвигаются на восток на многие километры, наполняя в виде эстуариев низменные древние рукава дельты Узбоя. Из-за высокого испарения и прекращения притока пресной воды солёность в нём в 2-3 раза выше, чем в Каспии.